# La grande sera
La grande sera è un romanzo dello scrittore italiano Giuseppe Pontiggia, pubblicato nel 1989.
Nello stesso anno, il romanzo ha vinto il premio Strega. Scrive Alberto Moravia nella prefazione al libro che il merito di questo romanzo è di «dipingere un quadro al tempo stesso ambiguo e satirico di un'intera società, quella per intenderci dell'Italia consumistica, industriale e tecnologica dei nostri giorni.» Moravia paragona Pontiggia a Gogol e Manzoni.

## Trama
(Giuseppe Pontiggia,La grande sera, 1989 pag.41)
In un tiepido pomeriggio di giugno, in una metropoli che potrebbe essere Milano, un consulente finanziario di mezza età sparisce senza lasciare tracce. Le persone a lui care, più o meno perplesse o angosciate, aspettano invano di rivederlo o di scoprire quale fine abbia fatto. 
Una sola congettura emerge dalle blande indagini, che si sia trasferito in Sudafrica.
Raggiunta tale ragionevole certezza, nessuno lo cercherà più.

## Edizioni
- Giuseppe Pontiggia, La grande sera, 1ª ed., A. Mondadori, 1989,  pp. 317, ISBN 88-04-32426-0.

- Giuseppe Pontiggia, La grande sera: edizione riveduta, collana Oscar narrativa ; 1564, postfazione di Daniela Marcheschi, 2ª ed., Arnoldo Mondadori Editore, 1995,  p. 263, ISBN 88-04-38215-5.

- Giuseppe Pontiggia, La grande sera, prefazione di Antonio Franchini, UTET, 2006,  p. 318, ISBN 978-88-02-07439-9.
- Giuseppe Pontiggia, La grande sera, Arnoldo Mondadori Editore, 2009,  p. 217, ISBN 978-88-04-57107-0.